# Arnold Struycken

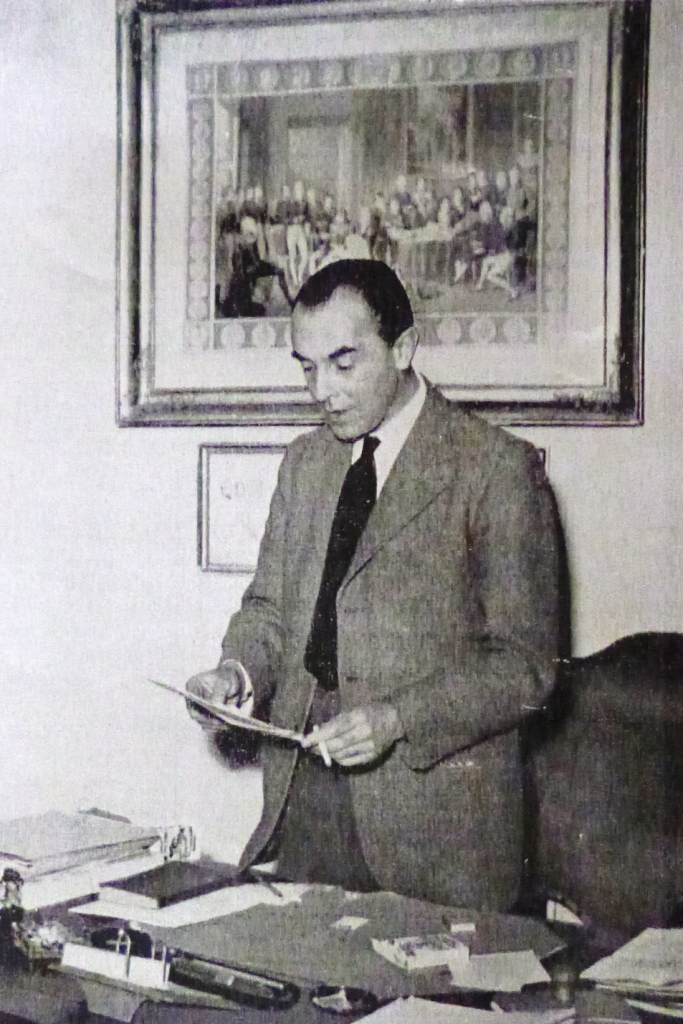
Arnold Struycken achter zijn bureau bij de Raad van Europa voor een gravure dat het Congres van Wenen voorstelt.

Arnoldus Johannes Nicolaas Maria (Arnold) Struycken (Den Haag, 3 augustus 1900 – Straatsburg, 30 september 1955) was een Nederlands jurist gespecialiseerd in internationaal publiekrecht, rechter bij de Gemengde Rechtbanken in Egypte (1936-1949), daarna politiek directeur bij de Raad van Europa (1949-1954) en griffier van de Raadgevende Vergadering van de Raad (1954-1955) met de rang van adjunct-secretaris-generaal.
Hij speelde een belangrijke rol bij het ontstaan van de Raad van Europa en de oprichting van het Europees Verdrag voor de Rechten van de Mens en het Europees Hof voor de Rechten van de Mens.

## Biografie

### Geboorte en jeugd in een familie van juristen
Arnold Struycken werd in 1900 geboren in een familie van eminente Nederlandse juristen. Zijn vader, Teun Struycken, was jurist, hoogleraar in de rechten aan de universiteit van Amsterdam, lid van de Raad van State, vertegenwoordiger van Nederland bij de Volkenbond en lid van het Permanent Hof van Arbitrage in Den Haag en van de Kiesraad. Zijn neef was Anton (Teun) Struycken, Nederlands politicus en lid van de Katholieke Volkspartij. Hij bekleedde respectievelijk de functies van minister van Justitie en lid van de Raad van State.

### Een carrière als jurist in Nederland
Na zijn studie rechten aan de Universiteit van Amsterdam werd Arnold Struycken in 1923 advocaat in Den Haag, een functie die hij tot 1936 bekleedde. Hij interesseerde zich in die tijd voor het internationaal publiekrecht en gaf samen met zijn vader Antonius diens complete geschriften uit. Hij werd daarna adjunct-secretaris van het Centraal Bureau van de Parlementaire Verkiezingen en secretaris van verschillende gemengde scheidsrechterlijke rechtbanken opgericht na de vredesverdragen van de Eerste Wereldoorlog (Hongarije-Tsjechoslowakije, Hongarije-Joegoslavië en Duitsland-Joegoslavië). In 1929 behaalde hij zijn Doctorsgraad in de rechten aan de Universiteit Leiden met een proefschrift over de Veranderingen in het Statuut van de Rijn sinds de Wereld Oorlog. Daarna werd hij benoemd tot Secretaris van het Internationaal Bureau van het Permanent Hof van Arbitrage in Den Haag. In 1933 publiceerde hij Internationaal Statuut van Nederlands-Belgische kanalen.

### Rechter bij de gemengde rechtbanken in Egypte
In 1936 vertrok Arnold Struycken naar Egypte waar hij rechter werd van de gemengde Rechtbanken in Mansourah en daarna Alexandrië, die belast waren met zaken van niet-Egyptenaren en die bekendstonden om de kwaliteit en het gewicht van hun uitspraken. Het Verdrag van Montreux, getekend op 8 mei 1937 en in werking getreden op 15 oktober van hetzelfde jaar, schafte het regime van de capitulaties in Egypte af maar handhaafde de gemengde rechtbanken gedurende een overgangsperiode van 12 jaar met een aantal restricties van rechtsbevoegdheden ten opzichte van voorheen.
Tijdens de oorlog meldde Arnold Struycken zich als vrijwilliger om toezicht te houden in de haven van Alexandrië en eventuele mijnen die door Italiaanse duikboten geplaatst waren op te sporen. Ook was hij vrijwilliger als ambulance-chauffeur aan het Egyptisch front tijdens de Eerste Slag bij El Alamein. Als violist speelde hij voor de gewonde militairen in ziekenhuizen in Alexandrië.

### Directeur politiek, griffier van de raadgevende Vergadering van de Raad van Europa
Van 1949 tot 1954 bekleedde Arnold Struycken de post van Politiek Directeur van de Raad van Europa. In deze hoedanigheid was hij de voornaamste raadsman van de Ministerraad. Vanaf mei 1954 tot zijn vroegtijdige overlijden in 1955 bekleedde hij de functie van Griffier van de Raadgevende Vergadering van de Raad van Europa met de rang van Adjunct Secretaris-Generaal.
Als gevolg van zijn werkzaamheden in 1949 en de oprichting van de Raad van Europa speelde hij een beslissende rol bij het redigeren van het Europees Verdrag voor de Rechten van de Mens, getekend 4 november 1950, en de instelling van een Europese Commissie voor de Rechten van de Mens (1954 -1999) en van het Europese Hof voor de Rechten van de Mens waartoe iedere Europees burger zich kan wenden. Hij was ook rapporteur van de commissie van experts, vanaf maart 1950 belast met de voorbereidende werkzaamheden van een Europese Conventie voor de Rechten van de Mens. Hij nam ook deel aan de voorbereidingen van de Economische en Sociale Europese Commissie die met het Verdrag van Rome in 1957 werd opgericht en van het Europees Sociaal Handvest dat in 1961 door de Raad van Europa en het Europees Comité voor Sociale Rechten werd aangenomen.
Vanaf augustus 1949 werkte hij samen met de eerste secretaris-generaal van de Raad van Europa Jacques Camille Paris tot diens vroege dood in juli 1953. Ook met Leon Marchal, tweede secretaris-generaal van de Raad, de Belg Paul Michel Gabriel Lévy, eerste Directeur van Voorlichting en Pers bij de Raad, Guy Mollet, voorzitter van de Raadgevende Vergadering van de Raad van Europa, en Marius Moutet, oudste lid van de Vergadering, werkte hij samen.
Samen met andere verantwoordelijken van de Raad volgde hij de suggestie uit 1929 van Graaf Coudenhove-Kalergi, president van de Paneuropese Unie, om de prelude van Ode an die Freude van Beethoven als Europees volkslied te kiezen. Deze beslissing zou uiteindelijk in 1971 door de Raadgevende Vergadering van de Raad van Europa officieel aangenomen worden.
Arnold Struycken stierf op zijn 55e plotseling, aan een hartinfarct in zijn kantoor in het paleis van de Raad van Europa. Hij werd begraven op het kerkhof van Strasbourg-Robertsau.

### Familie
Arnold Struycken trouwde in 1926 met Marie-Louise Maas Geesteranus. Ze kregen drie kinderen: Anton, Arnold en Joséphine.
Struycken was een neef van Anton (Teun) Struycken, minister van Justitie. Hij was familie van kunstenaar Peter Struycken en van Carel Struycken, acteur in Hollywood die onder andere de rol van Lurch speelde in de film The Addams Family. Deze laatste twee zijn zonen van zijn neef Huib Struycken.
- Gemeinsame Normdatei: 102368546
- International Standard Name Identifier: 0000 0000 3182 8039
- Library of Congress Control Number: n88001723
- Nederlandse Thesaurus van Auteursnamen: 069731004
- Virtual International Authority File: 64395132
- WorldCat: E39PBJdWHC4FrqmtkJgQd9pMfq